# Шишацький Віктор Борисович
Шишацький Віктор Борисович (*10 липня 1972 року — †26 серпня 2009 року) — кандидат географічних наук, доцент, соціо-економіко-географ.

## Біографія
Народився 10 липня 1972 року в Пирятині Полтавської області. Закінчив у 1994 році навчання на кафедрі економічної і соціальної географії Київського університету, 1997 року аспірантуру, кандидатська дисертація «Територіальна організація промислового виробництва Столичного суспільно-географічного району». Водночас працював інженером на кафедрі за сумісництвом. З 1997 року асистент кафедри економічної і соціальної географії Київського університету. У 2004—2007 роках навчався в докторантурі, водночас працював доцентом за сумісництвом. Читав курси: «Електоральна географія», «Географія населення», «Регіональна соціально-економічна географія», «Основи районного планування».

## Наукові праці
Фахівець у галузі географії населення, політичної (електоральної) географії, регіональної соціально-економічної географії. Автор 50 наукових праць. Основні праці:
1. Електоральна географія — новий напрямок суспільної географії в Україні. // Економічна і соціальна географія. — К., 2002. Випуск 53.
2. Електоральні регіони України: підходи до виділення та делімітації // «Наукові записки» інституту і етнонаціональних досліджень НАН України. — К., 2004. Випуск 27.
3. Електорально-географічна поляризація в Україні як чинник регіональної дестабілізації держави. // Вісник КНУ ім. Тараса Шевченка. Серія Географія. — К., 2006. Випуск 53.
4. Вплив етнолінгвістичного фактору на електорально-географічний простір України. // Регіональні проблеми України: Збірник наукових праць. — Херсон, 2007.